# Buffalo wings

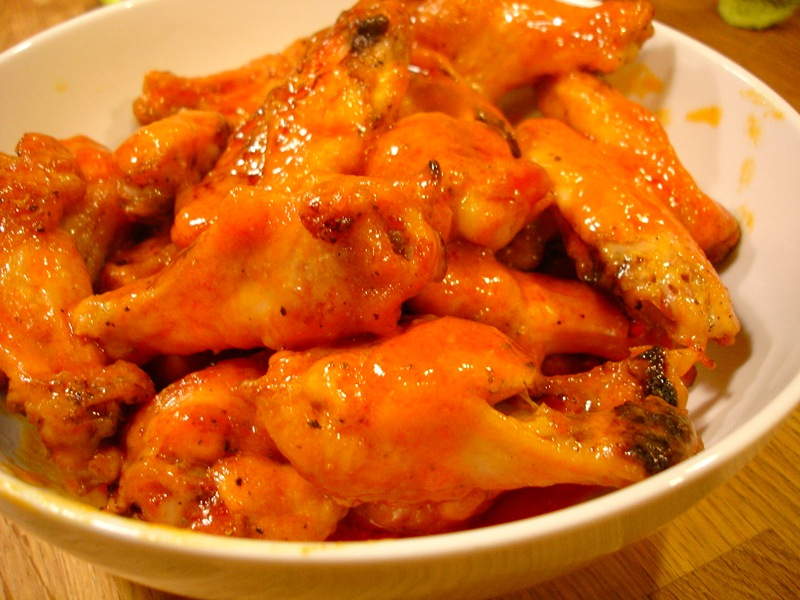
Buffalo Wings

Buffalo wings är en styckningsdetalj från kycklingens vingar, där vingen kapas vid båda lederna, så att både yttersta och innersta delen av vingen tas bort. Kvar finns mittendelen, som består av två kycklingben och är rik på kött. Buffalowing-biten är avlång och nästan fyrkantig i sin form. I det amerikanska köket friteras denna styckningsdetalj oftast, och täcks därefter med sås. I Sverige kan Buffalo wings även kryddas eller marineras och grillas istället för friteras.
Rättens namn och ursprung är omdiskuterat.
En av de mer populära teorierna är att rätten första gången serverades på Anchor Bar i Buffalo, New York, av kock Teressa Bellissimo som drev verksamheten tillsammans med sin make Frank Bellissimo.

## Matlagning

### Kyckling
De kycklingvingar som används för att göra Buffalo wings delas vanligtvis in i tre delar: drumet, flat och flapper eller pointer, varav den sista vanligtvis kasseras, även om vissa restauranger serverar dem med denna sista del fortfarande sammanhängande med flat. Traditionellt friteras vingarna i olja utan panering eller mjöl tills de är väl brynta. Alternativt kan den bakas, Grill eller gryta.

### Sås
En het sås baserad på cayennepeppar, smält smör och vinäger är standardbasen för att göra Buffalo wing sauce, som kan vara mild, medium eller het. Andra ingredienser är också vanliga, men mindre dominerande, till exempel Worcestershiresås och vitlökspulver. Såsens kryddning kan varieras.

### Garnering
Buffalo wings serveras traditionellt med små stavar av selleri (ibland med unga morötter eller morotsstavar) och dippsås med blåost. Ranch dressing är dock den mest populära vingdippsåsen i USA. Dessa tillbehör fungerar inte bara som en dippsås utan också som ett kylelement för dem som äter särskilt kryddiga vingar: fettinnehållet i såserna fungerar som ett lösningsmedel och tar bort det hydrofoba kapsaicinet när det sväljs, annars skulle det fastna på tungan och orsaka en brännande känsla.